# Gunnel Jacobsson
Gunnel Birgitta Jacobsson, ogift Cullborg, född 25 maj 1923 i Halmstad, död 10 januari 1999 i Tomelilla, var en svensk översättare och författare.
Gunnel Jacobsson var dotter till godsägaren Eric Cullborg och hans hustru Julia Jönsson samt syster till författaren Majken Cullborg. Hon tog studentexamen 1942 och studerade därefter vid Lunds universitet. Hon verkade som frilansare inom veckopress 1942–1947 och från 1947 som översättare och författare för Åhlén & Åkerlunds förlag.
Gunnel Jacobsson översatte ett mycket stort antal romaner utgivna av Hemmets journal och Harlekin-förlaget. En del av hennes översättningar kommer fortfarande i nya utgåvor såväl i tryck, e-böcker och tal-böcker.
Pseudonymer: Gunilla Hjelmars, Gun Jacobs, Birgitta Eriksson m.fl.